# Катакази, Михаил Константинович
Михаил Константинович  Катакази (1823—1891) — российский государственный деятель, сенатор. Действительный тайный советник (1890).

## Биография
Отец - бессарабский гражданский губернатор Константин Антонович Катакази. Мать - Екатерина, дочь господаря Молдавии и Валахии, греческого патриота Константина Ипсиланти. Вторая жена Мария Васильевна (по первому браку Энгельгардт, урожденная Гудим-Левкович).
В службе в классном чине с 1843 года после окончания Императорского училища правоведения. На 1849 год надворный советник, причисленный к департаменту Министерства юстиции и исполняющий должность Херсонского губернского прокурора. С 1851 года коллежский советник, чиновник для особых поручений при Новороссийско-Бессарабском генерал-губернаторе. С 1855 года статский советник.
С 1868 года Киевский губернатор. В 1869 году произведён в действительные статские советники. В 1870 году произведён в тайные советники с назначением сенатором, присутствующим в Уголовно-кассационном департаменте Правительствующего сената.
В 1890 году произведён в действительные тайные советники. Был награждён всеми российскими орденами вплоть до ордена Святого Александра Невского, пожалованного ему 1 января 1882 года.